# 郵便振替
郵便振替（ゆうびんふりかえ、英: Postal Giro）とは、2007年10月1日に実施された郵政民営化以前に、郵便振替口座を用いた送金に関する事業を指す。「郵便振替法」（民営化に伴い廃止）に基づき、日本政府（逓信省・郵政省・総務省郵政事業庁）・日本郵政公社が行っていた。
なお郵政民営化後は、株式会社ゆうちょ銀行により、民間金融機関の当座預金口座振込として、同等のサービスが提供されている。

## 概要
郵便振替は、郵便振替法に基づき「簡易で確実な送金及び債権債務の決済の手段としてあまねく公平に利用させることによつて、国民の円滑な経済活動に資すること」を目的として、公社化以前は郵政大臣（総務大臣）が管理する国の事業、公社化後は日本郵政公社が行う事業であった。
その口座には「記号・番号」が付けられる。

## サービス内容

### 取扱局所
郵便振替は、郵便振替法第1条により、「簡易で確実な送金及び債権債務の決済の手段としてあまねく公平に利用させること」と規定されていたことから、全ての貯金事務センターと公社が「振替非取扱い郵便局」として定めた郵便局を除き、日本全国全ての郵便局の貯金窓口において取扱いが行われた。
非取扱局して指定された郵便局では「郵便振替業務を取り扱わない」旨の掲示が行われた。
簡易郵便局では農協（JA）の店舗に併設されている簡易局などで郵便振替業務の全部又は一部（貯金窓口で扱う業務のうち、為替業務のみとするケースを含む）を受託しておらず、取り扱わない簡易局が存在した。

### 郵便振替の種類
郵便振替は、口座の機能によって次の2種類が存在する。
（a）「郵便振替口座」：記号番号の記号が「0」から始まる
（b）「郵便貯金新総合通帳「ぱ・る・る」」：記号番号の記号が「1」から始まる
一般的に「郵便振替」と呼ぶのは（a）の方である。（b）はあくまで通常郵便貯金（通常貯蓄郵便貯金・国際ボランティア貯金等を含む）の預金者が、当該通帳に送金機能や限度額管理のために付加するものであり、（a）と（b）では利用できるサービスが大きく異なる。

### 預り金限度額
郵便貯金は郵便貯金法第10条により預入限度額が存在するが、郵便振替の預り金（口座残高）については法律上、限度額を設けられていない。

### 政府保証と印紙税免除
郵便振替法第3条により、郵便振替の預り金に係る公社の債務は、日本政府により保証された。このため、公社は預金保険機構に加盟をしていなかった。郵政民営化に伴い、郵便振替の預り金については民営化時点で預金保険機構に加盟している株式会社ゆうちょ銀行へ承継され、政府保証がなくなった。
また、郵便振替法第5条により、郵便振替に関する文書類（郵便振替払込用紙、郵便振替払出証書類、郵便振替開設通知）には印紙税が課されなかった。

## 郵便振替口座
郵便振替口座（「一般振替口座」・「振替口座」とも呼ばれる）は、記号・番号の記号が「0」から始まる口座である。民間金融機関の当座預金（決済用預金）に相当し、預り金（振替口座残高）に利息が付かない点は同じであるが、通帳（入金帳）が存在しないなど民間金融機関に該当する事例がないような点も存在する。受払の証票としては、原簿を所轄する貯金事務センターから「振替受払票」が、受払のあった日から数日中に郵送されていた（契約した法人については、データ化した受払票をMTに記録して送付することも行っていた）。

### 郵便振替口座の加入
郵便振替口座の口座開設のことを「加入」という。
加入手続きは、郵便振替取扱郵便局の貯金窓口（または貯金事務センター窓口）で行うことができた。口座の名称は、郵便振替法第8条により、個人名や法人名を使用することとなっているが、公社の承認を受けた場合、商号や屋号などの氏名・法人名以外の名称「別名」を使用することも可能である（「別名」はあくまで例外であり、使用するためには「個人名・法人名と別名の関係がわかる書類」や「別名を使用しなければならない合理的な理由」等を公社に示し、承認をしてもらわねばならない。また、あくまで「郵便振替口座」がこの対象であり、郵便貯金新総合通帳「ぱ・る・る」では不可）。
また、加入の際、原簿を管轄する貯金事務センターと加入者払込局、加入者払出局（小切手利用時は、加入者小切手払出局。ただし、小切手を扱う局のみ指定可能）を指定する必要がある。加入者払込局、加入者払出局（小切手利用時は、加入者小切手払出局）については、必要に応じて、後日変更することが可能であった（原簿管轄の貯金事務センターの変更は、記号番号の変更を伴うため、勘定閉鎖・新たに加入を希望する貯金事務センターに新規加入となる）。
郵便局の貯金窓口で加入の申し込みをしても、その場ですぐ口座開設をすることができない。これは、窓口では口座開設をすることができず（一部の窓口では「口座記号・番号」の採番のみは可能で、受付時、「口座記号・番号」の通知が行われる場合がある）、貯金事務センターの振替口座所管部署で必ず書類を審査の上で口座開設の手続きをするためである。このため、口座開設の手続きは、日数に余裕をもって行う必要がある。
貯金事務センターの振替口座所管部署での口座開設の手続き終了後、加入者（口座開設の申し込みをした者）に口座開設の通知が行われ、これをもって郵便振替口座の加入が完了する。
また、加入者は、郵便振替法第10条・第11条の規定により、「代理署名人」と「参加署名人」を1人ずつ設定することができた。
「代理署名人」とは、加入者が指定した第三者で、加入者に代わって振替や払出の請求、その他公社の定めた請求・届出をすることができた（あくまで公社の定めた請求であり、重要な請求・届出は加入者本人でなければすることができない）。
一方の「参加署名人」は、加入者以外の者が参加しないと手続きを進めないようにする制度である。
郵便振替口座への入金および出金は、後述のように電信振替の取扱票などでの払込店での入金および払出票などでの払出店での出金の形で行われた。

### 口座記号番号
郵便振替口座の記号番号は、かつては、「神戸X-YYYY」というように、口座所管庁（貯金事務センター）の名称が入ったものを使っていた（この場合、「神戸」の名称があることから「神戸貯金事務センター」が口座所管庁となる）。これに加え、社会福祉事業の寄付金受付の口座であれば「福」のサフィックスが、日本赤十字社や共同募金の緊急災害義捐金口座であれば「災」のサフィックスが添えられていた。郵便局貯金窓口においてオンライン処理で各種請求を受け付ける場合、各口座所管庁を表す数字（詳細は、貯金事務センターの表を参照）を当てはめ「011X0-YYYY」のようにした上で処理を行った（最初の数字「0」は郵便振替口座であることを表している。2番目3番目の数字が各口座所管庁を表す数字であり、神戸貯金事務センターの口座であったから「11」に置き換えられている。5番目の数字「0」はどのような郵便振替口座であってもこの数字となるようになっている）。
1996年より郵便振替払込取扱票を電送処理する新システムが導入され、口座記号番号の誤読を起こりにくくするため、口座記号番号はチェックディジットの1桁を入れた「011X0-Z-YYYY」のような番号へ改められた（この場合、「Z」がそのチェックディジットにあたる）。

## 郵便貯金新総合通帳「ぱ・る・る」
郵便貯金新総合通帳「ぱ・る・る」にあるように、通常郵便貯金（通常貯蓄貯金・国際ボランティア貯金を含む）と同一の記号番号である郵便振替口座を開設したものである。
郵便振替口座を開設することにより、送金機能を通帳に付加することができた（通常郵便貯金自体には「送金機能」が付加されておらず、必ず「郵便振替口座」を開設しなければ「送金機能」を使うことができない。郵政省時代に発行された通帳から日本郵政公社時代に発行された通帳に至るまで、見開きページの「郵便振替口座開設」のところに、○が入っているものであれば、利用可能な状態となっている）。通常郵便貯金と同一の記号番号であるため「1XXX0-XXXXXXX1」というように、記号番号の記号が必ず「1」から始まる。なおかつ番号部分の末尾が必ず「1」で終わる。
この口座自体も広義の「郵便振替の口座」ではあるが、「払込・振替・払出」のサービスのうち利用できないものが存在する。一方で、通常郵便貯金に付加するサービスであるため、必ず通帳が交付される。
また、記号番号の記号が「0」から始まる郵便振替口座は、先述の通り、加入（口座開設）に日数を要する(記号・番号自体は、窓口での手続き終了後、即時に発行できる場合もあるが、後日になされる、貯金事務センターからの利用開始の通知が来るまで払込や払い出しはできない。ゆうちょ銀行への移行後も同様)が、郵便貯金新総合通帳「ぱ・る・る」は要件を満たせば、郵便局貯金窓口で、即日口座開設・通帳交付が可能である（キャッシュカードが送付される前でも、通帳と暗証番号でのATM引き出しも可能）。

## 払込・振替・払出
郵便振替法第7条により、公社は郵便振替口座で「払込」、「振替」、「払出」のサービスを提供した。
「払込」とは、加入者や送金をしたい者のお金を郵便振替口座に入金することを指す。
「振替」とは、加入者の口座から加入者が指定した他の口座へ預り金の送金をすることを指す。
「払出」とは、加入者の口座の預り金を払戻して、加入者や加入者の指定した第三者へお金を渡すことを指す。

### 加入者の手続き

#### 本人払込み・本人払出し
郵便振替口座を開設した加入者本人（および、あらかじめ指定した代理人（これを代理署名人という））が、自分の郵便振替口座へ現金等を払込むことを「本人払込み」といい、自分の同口座から現金を払出すことを「本人払」という。
加入者以外の者が参加しないと各種手続を行なえないようにする参加署名人という制度がある。

##### 加入者払込・払出局の指定（郵便振替口座）
郵便振替口座においては、あらかじめ加入（口座開設）の申込み時に、
- 加入者が本人払込みを行う「加入者払込局」
- 印鑑票を配置し、電信による払出し・振替を請求する「加入者払出局」（または「小切手払局」）

として、希望する郵便局を一つ指定する。
どちらか一方のみ、または両方を指定できるが、両方を指定する場合は同一の一局となる。なお、指定した郵便局以外では電信払出しの請求および加入者本人による即時の預り金払出し（加入者即時払）ができず、同じく払込みを行う場合は払込手数料が無料とならない。
新総合通帳の場合、このような指定や制限はない（持参した通帳で印鑑照合できるため。キャッシュカードの暗証番号も同等。なお、1,000万円を超えない限りには、貯金の預入・払戻の扱いで、同等の手続きを実現できるため、改めて新総合通帳で加入者払込や加入者払出をすることはあまりないが、貯金では不可能な10円未満の「預入」も、新総合通帳に開設した郵便振替口座を使った「本人払込み」であれば可能となる。詳細は後述）。

##### 本人払込み（郵便振替口座）
郵便振替口座の本人払込みは、加入者払込局の窓口において行う（無料）。
- 通常・電信扱どちらも利用できる。用紙は窓口配布のものでよい。払出局経由で申し込み可能な受取人払いの電信扱いのものでも対応しており、この場合も料金の負担はない。
- 払込書の依頼人欄には単に「本人払込」・「本人払込み」などと記入する。

##### 本人払出し（郵便振替口座）
郵便振替口座からの加入者即時払は、加入者払出局に限られる（無料）。
- 用紙は窓口にて配布される。受取人住所の枠に斜線を引き、同氏名欄に単に「本人払」と記入する。

加入者自身が払出証書の交付を受ける本人払は、通常現金払の例により請求する（無料）。
- 用紙は貯金事務センターから郵送交付を受けた払出書を用いる。受取人住所氏名欄に単に「本人払」と記入する。

#### 用紙の交付
郵便振替の送金用紙のうち、通常払出書・料金加入者（受入加入者）負担による用紙や、加入者から払込人に配布する払込書用紙は、あらかじめ所定の申込書に記名押印して郵便局に請求し、貯金事務センターから郵送交付を受ける。用紙は無料である。
請求可能なものは、
- 郵便振替払込書（払込人が料金を負担するもの）…1冊50枚単位
- 郵便振替払込書（加入者が料金を負担するもの）…1冊50枚単位
- 郵便振替電信払込請求書（加入者が料金を負担するもの）…1冊50枚単位
- 郵便振替払出書（送金加入者が払出料金を負担するもの）…請求できるのは送金加入者のみ…1冊20枚単位
- 郵便振替払出書（受入加入者が振替料金を負担するもの）…請求できるのは受入加入者のみ…1冊20枚単位

の5点である。
本請求書では、「郵便振替電信払込請求書（払込人が料金を負担するもの）」と、「郵便振替電信振込依頼書兼電信振替払出書（民間金融機関あて）」（相互送金用）は請求できないが、貯金窓口に常備されている（ただし、加入者が依頼を行った場合、当該郵便局の独自の判断で冊単位を請求することはあり、そのような場合の請求書の定めはない）。
- このうち、通常払出と振替に用いる「通常払出書」は、口座番号と加入者があらかじめ印字された専用のものとなる。
- このほか、払込人が自ら記入して用いる払込書（青色=料金払込人負担）などは通常、窓口（および払込機コーナー）に用意され、配布されている。
- 加入者から多数の払込人に対して配布する利便のため、請求を行った加入者の口座番号・加入者名（単一の）がまとめて印字された通常払込書用紙を作成するサービスがある（有料。申込1回毎に102円（2014年3月までは100円）+1枚1円の合算額。料金は、申込人の口座から引落される。引き落とし確認後に印字の上で加入者に送付）。このほか、パソコンのフリーソフト・印判などを使い、口座記号・番号・名義・依頼人・金額・通信欄などを加入者自身で印字することも可能である。
- また、貯金事務センターの承認を受け、所定の書式に従い払込書や払出書を私製することができる。予め送金先加入者の刷り込まれたものや、感熱紙を用いて検針員の携帯端末機から印字されるもの、コンビニ払用のバーコードを入れた上でコンビニ用領収書の短冊付きの3連式のもの、銀行振込両用のもの、および通知書・報告書片がついた4連式・5連式のものなどが発行されている。

ゆうちょ銀行移行後は、
- 郵便振替払出書（送金加入者が払出料金を負担するもの）…請求できるのは送金加入者のみ…1冊20枚単位
- 郵便振替払出書（受入加入者が振替料金を負担するもの）…請求できるのは受入加入者のみ…1冊20枚単位

は、サービスの廃止に伴い発行は行わない。
- 郵便振替電信払込請求書（加入者が料金を負担するもの）…1冊50枚単位

は、JIS規格B列6番新フォーマットに変更されたため、従来の用紙は使えない。また、2014年4月から、各直営店・郵便局貯金窓口におけるCTMの順次更新（切替前の店舗には、切替日が各々掲示されていた）に伴い、更新後の店舗では新フォーマット（「電信払込み請求書・電信振替請求書」という表題となり、OCRで読み込む方式で紙面サイズもISO 216(JIS規格でもある)A列4番サイズに拡大された）となったため、民営化当初から発行されていた様式は、該当店舗では利用できないため、差替が必要。なお、移行期間に、払出店ないしは管轄の貯金事務センターへの郵送請求を行った場合、払出店の現況に即した用紙が加入者に送付されるため、配布用などで利用する場合、他の直営店や郵便局貯金窓口では利用できないケースもあった（切替時期の遅い拠点が払出店の場合は、切替が完了するまでは、引き続き旧様式で配布されるので、他のCTM更新済み店では利用できず、新様式に書き直しをしなければならなかった。逆も同様）。2015年当初の時点では、全拠点が、新CTMに即した新様式に入れ替わっているため、現状の用紙請求時は新様式が必ず送付される。
- 郵便振替払込書（払込人が料金を負担するもの）…1冊50枚単位
- 郵便振替払込書（加入者が料金を負担するもの）…1冊50枚単位

については、裏面に印紙貼付欄が設けられるが、従来の用紙も利用可能である（2014年4月の改正印紙税法施行に伴い、「3万円以上貼付」となっていたものが「課税相当額以上貼付」と改められているが、「3万円以上…」となっている様式も、印紙欄の無い民営化前の様式も当面利用可能としている。実際の貼付対象は払込額5万円以上）。
なお、
- 私製の郵便振替払込書（赤・青いずれも）は、印紙貼付欄が裏面にあるものを2007年9月以前に配布を含め用いることが出来ないと規定されていた（ただし、承認申請自体は可能であった）。

こちらについては、ゆうちょ銀行で配布している一般のもの同様、移行措置として印紙貼付欄がないものも当面使えるとしているが、発行者には速やかに印紙欄のある様式に切り換えるよう呼びかけている。

### 新総合通帳への本人払込み
- 新総合通帳の郵便振替口座へ本人払込みを行うことで「自動移替」が行われ、通常郵便貯金・通常貯蓄貯金へ預入となる。本人払込みは備え付けの依頼書に通帳またはキャッシュカードを添え、窓口にて行う。料金は無料で、払込金額は1円以上1円単位となる。
- 貯金は扱わないが振替は扱う簡易郵便局において、新総合通帳の郵便振替口座への本人払込み、本人払出しを振替業務として取扱うことがあり、その際、監督局（管轄集配局であることが多い）に電話して入力処理を代行してもらう必要がある。監督局の貯金職員がこの処理を知らないことも多く、事前に監督局への連絡が賢明な場合もある。通帳には代行局ではなく当該簡易局の郵便局番号（為替局番号）が印字されるため、局番号収集（旅行貯金）のため依頼するマニアも存在する。

### 通常扱

#### 通常払込み
払込書を利用して相手口座に送金すること。かつては処理を払込書の現物郵送によっていたことから数日とされているが、現在は蓄積オンライン送信により処理を行うことから、実際には2日ほどで送金先の口座に反映し、当日中に届く場合もある。2014年からは、webでダウンロードできる代わりに紙の払込書を送付しない扱いが可能となった（ゆうちょダイレクトの契約を要する）。相手の口座は郵便振替口座のみとなる。おおむね、小額送金の手数料が民間金融機関における振込より安く、特に通信販売の決済によく用いられている。
郵便貯金の窓口の他、APMと、払込書の受付機能つきのATM（通称、ATMP）でも取扱可能であり、現金による払込みの他に、通常貯金や貯蓄貯金の通帳、キャッシュカードを利用して払込む事も可能である。ただし、処理は挿入された帳票の現物により行うため、特殊な様式の払込書は窓口のみの扱いとなる（場合によっては、APM、ATMPでの手続き後、明細と機械に挿入できない部分の残りの様式を窓口に提出することで、日附印を押捺することが可能だが、手続き日当日のうちに、APMないしはATMPを利用したゆうちょ銀行店舗ないしは郵便局の貯金窓口に提出する必要があるため、いずれにしても、（ゆうちょ銀行店舗ないしは）郵便局の貯金窓口の開いている時間帯でなければ対応は不可能）。
料金を受取人が負担するもの（加入者負担・赤色用紙）と、払込人が負担するもの（払込人負担・青色用紙など）がある。これは郵便振替口座加入者各々が用途に合わせて指定することが出来る。
ゆうちょ銀行移行後は、印紙税が賦課される関係で、利用時の料金の変更が伴うとともに、振替払込請求書兼受領証の裏面に印紙が貼り付けられる（払込金額が以前は3万円以上、現行は5万円以上の場合）。移行後に配布される用紙の受領証の裏面に印紙欄があるが、印紙欄のない従前の用紙も同様に扱う。
なお、加入者(受取人)側が払込取扱票を磁気テープに記録して一括して受け取る様式で払込（「MT扱い」と称する）を行った場合、APMないしはATMPでの料金は10円減額される（ゆうちょ銀行移行後のケースでは、3万円未満は80円→70円、3万円以上は290円→280円。料金加入者払の扱いについても同様）。MT扱いの払込様式の左上には、20（加入者負担の場合は22）という数字が入っている（通常の様式は、00（加入者負担の場合は02）となっている）。

#### 通常振替
郵便振替口座のみの取扱いで、自分の郵便振替口座から送金先の郵便振替口座に預り金を振替える。郵便局窓口提出しても大量扱いに対応するために、受付郵便局から貯金事務センターに原票を郵送して、同施設において処理されるようになっている。振替口座を持たない払込人の通常払込み料金に比べ、通常振替料金は一件15円と非常に割安である。
ただし、郵便振替払出書には加入者が自主的に控える部分があるが、受付局から加入者に交付する受付票や受付局の控えなどが存在していない。このため、当該局やセンターの職員が受付けた払出書を改竄等して横領しても、事務処理・郵送中等に紛失したり遅延しても、その事実の解明や追及ができないため、取扱には注意が必要とされていた。
なお、ゆうちょ銀行移行後は、振替口座においてこの取扱は行われない。本人払込・払出についても、電信振替を利用する。
余談だが、インターネット上でのアフィリエイトゲートウェイやアンケートサイトなどで獲得したポイント・謝礼等を現金に換金ないしは受け取る際に、利用者に対して郵便振替口座を開設させ、そちらに送金するケースが見られたが、民営化でこの扱いが無くなり、存続した電信振替を利用した場合はサイト開設者側のコストがかえって割高になることから、主にネット銀行への振込に切り換えたところがほとんどである（利用者側からみても、指定した単一の郵便局（民営化後はゆうちょ銀行直営店ないしは郵便局の貯金窓口）でしか本人払出が出来ない事から、必ずしもメリットにはならなかったものの、使い方によってはこちらの方が良いケースも見られた）。

#### 通常現金払
郵便振替口座のみの取扱いで、振替口座の預り金を払出し、相手方に払出証書を郵送する。通常振替と同様に貯金事務センターに原票を郵送して処理される。相手先は配達された証書と引換えに、全国の郵便局（貯金窓口）で支払いが受けられる。なお加入者自身が無料で証書を受け取る事もできる（本人払）。
また、通常振替と同様の問題がある。
ゆうちょ銀行移行後の振替口座での取扱については、払出書用紙を用いた個別の取扱は行わない。この代替として、普通為替ないしは電信振替で行う。
なお、磁気媒体(いわゆる、MT扱いの事。ただし、2016年時点では、データ伝送かDVDに記録されたデータの提出で受付。磁気テープ(本来の意味でのMT)とフロッピーディスクに記録されたデータでの提出は、旧前からの利用者のみ受け付けており、新規の受入は行っていない)による予約扱いとしては、払出証書による扱いは継続されており、1件につき411円(2014年3月までは400円)かかる(申込は、払出店ではなく振替口座の原簿所轄担当の各貯金事務センターで行う)。その場で受取相手へ郵送の手配を同時にする場合は、郵送料として、払出証書の額が10万円未満の場合は82円(同80円)、10万円以上の場合は392円(同380円、2009年3月1日手続完了分までは290円)が別途かかる。
払込証書の有効期限は、普通為替証書や定額小為替同様、発行日から6ヶ月だが、6ヶ月経過後も、発行日から起算して5年間は再発行手続きの上であれば、受取人は払込証書の金額を受け取ることが可能で、それを経過した場合は、払込証書記載の金額が、払出元の振替口座宛に返金される(料金及び郵送料は返金されない)。よって、受取人側の対処としては、普通為替証書や定額小為替の額面の受取とほぼ同じやり方となる。
どちらかと言えば法人を対象にしているサービスとなったが、貯金事務センターに提出するデータを作成する環境があれば、個人でも利用可能となっている。

#### 簡易払
郵便振替口座のみの取扱いで、配当金等を、一時に多数の相手方へ「郵便振替支払通知書」（引換証書に相当）を送付して行う払出し。
- 簡易払を利用する加入者は、払出請求に先立ち「簡易払利用申込書」を提出し、予め郵便局長の承認を受ける必要がある。
- 料金が割安であるほか、郵便振替支払通知書への印紙貼付は不要であることから、株式・共済等の配当・割戻し金支払いに頻用される。

ゆうちょ銀行移行後は廃止され、「小切手払」で代替する。ただし、株主配当向けのみ継続されることになり、1枚の配当金領収証(旧来の郵便振替支払通知書)で100万円までの額面とすることになった(一人の受取人で100万円を越える場合は、複数枚の領収証の発行となり、領収証の枚数分だけ料金が掛増しとなる)。また、領収証の発行受付は、東京貯金事務センターでのみ受け付ける(即ち、簡易払の利用には、東京貯金事務センターが管轄する振替口座からの払出に限定される)。

### 電信扱

#### 電信払込み
送金先加入者の振替口座に、現金を瞬時に払込む。払込み先の口座は「ぱ・る・る」、郵便振替口座のどちらも取扱う。払込人が郵便振替に加入していない（口座を持っていない）ときに利用する。
なお、郵便局の自動機での取扱いはなく、料金は通常払込みや民間金融機関（本支店宛）の自動機振込に比べ割高である。
本人払込については、新様式の「電信払込請求書・電信振替請求書」を利用する。

#### 電信振替
新総合通帳、郵便振替口座の両方で可能であり、自分の振替口座から送金先の振替口座に瞬時に預り金を振替える。APM・ATM（ぱ・る・る口座のみ）でも利用でき、料金は送金額にかかわらず窓口が140円、自動機による取扱いが無料(2016年9月30日まで)、「ゆうちょダイレクト」による取扱いは月5回まで無料、6回目以降から110円である。
- 「ひとっとび送金」とは、「ぱ・る・る」による電信振替の愛称である。

#### 電信現金払
ぱ・る・る、郵便振替口座から送金額を払出し、相手先の居住地の郵便局へオンラインシステムを利用して送金する方法。相手先が振替口座を持たない場合で、至急送金したい場合などに使われる。
- 証書払―証書が受取人に郵送され、証書や必要書類・印鑑等を受取人最寄りの貯金窓口に持参して受取るサービス。
- 居宅払―受取人の自宅に直接現金を配達するサービス。
- 窓口払―郵貯オンラインシステムを利用し、払出加入者の口座から指定の郵便局へ支払指示を電送し、受取人がその指定局で証書ではなく現金を貯金窓口で受け取るもの。相手先にはその旨通知文が配達される(配達されるのが証書ではないため、証書払とは異なることと、受取可能な窓口が、通知で指定される)。

ゆうちょ銀行移行後は、窓口払のみ継続となった。
- 本人払出の場合は、新様式の「振替払出書」（3枚複写）を原則利用するが、様式の在庫が少ないことを理由に、従前の「郵便振替払出依頼書」（3枚複写）も利用可能である。
- なお、直営店以外を払込・払出局として指定している場合は、場合によっては、即時に受け取れないケースもある。
- 料金は630円(2014年4月より648円)

### 小切手払
加入者の郵便振替口座において、小切手（「振替小切手」と呼ぶ）を振出して行う払出し。
小切手払を利用するには原則保証人2名を伴う申込書を提出し、郵便局長の承認を受ける必要がある。
他に、郵便貯金や簡易保険の払戻し、支払い金などについて、現金に代え、郵便局を支払人として振り出す「貯金小切手」があるが、これは民間金融機関の「自己宛小切手」と同等の小切手である。
なお、ゆうちょ銀行移行後は、小切手冊子が有料（1冊50枚で1575円→2014年4月より1620円）となり、旧様式は利用できなくなる。ただし、移行前に加入者が払い出したものは受取人側で換金できる。

### 自動払出預入
自動払出預入（じどうはらいだしよにゅう）は、送金人の郵便振替口座から、受取人の通常郵便貯金（新総合通帳でないものでもよい）へ送金する取扱い。「払出し金を自動的に受取人の貯金へ預入する」意の呼称である。
自動払出預入には文書・磁気媒体による「通常扱」（自動払出預入に係る通常現金払）および電信による「電信扱」（同電信現金払）の2種類があるが、現在、通常扱は郵便振替口座から一度に100件以上の送金件数で利用するサービスであり、電信扱は新総合通帳（ぱ・る・る）から通常貯金1件を指定して送金するサービスとなっている。なお、「電信扱」の料金は電信振替の料金より割高である。
自動払出預入は郵便振替口座からの払出し（ぱ・る・る、郵便振替口座とも）によるサービスであり、振替口座を持たない送金人が現金を払い込んで利用するサービスではない。また、新総合通帳でない通常貯金へ、他の者が現金を直接払い込む制度はない。
ゆうちょ銀行移行後の振替口座においては、この取扱を行わない。

## 自動払込み
通常郵便貯金の預金者が支払人として利用できる制度で、各種公共料金、クレジットカード請求代金、会費などを定められた日に通常貯金から自動的に払戻して、収納者側の郵便振替口座に支払われる。自動払込みの料金は公共料金が1件10円、それ以外が1件25円と非常に廉価で、民間金融機関の自動振替に比べ簡易に（例えば学校の授業料やサークル等の会費、小売店の割賦代金などの収納）利用できる事が利点である。確定申告に伴う国税納付金、自治体によって取扱のある軽自動車税などの地方税、日本学生支援機構の貸与奨学金の返還請求などもこれに含まれる。

このうち、定期に継続して公共料金、クレジットカード請求代金など継続的に加入者の口座から収納加入者の口座に振替えるものについては定期継続振替と言われる。
- 収納する団体・会社の形態によって、摘要欄が「自払」「会費」「割賦」などと印字される。

### 特殊払出し
加入者の口座から、電波利用料、簡易保険料、国民年金保険料、などを歳入庁・独立行政法人に払出すもの。これらは通帳の摘要欄にそのまま支払内容が印字される。

### 定期払出
自己を受取人として定期に払い出すもの。

## その他の取扱い

### 連動振替決済
インターネット上の通信販売代金・クレジットカード請求代金（ライフカードなど）・一部の証券会社のインターネットトレードなどで、ゆうちょダイレクト（旧郵便貯金ホームサービス）のインターネットバンキングでの認証を通じて、通常預貯金口座から所要資金の引落と決済通知を即時に行うサービス。Pay-easyを介さず、ゆうちょ銀行の送金システム内で完結する点が異なる。同様のサービスは三菱東京UFJ銀行のネット入金サービス（EDI）などが該当する。

### 特定保留
共用カード（郵貯チェックカード≪セゾン≫・JMB郵貯ワールドキャッシュ）の利用に関するもの。郵政民営化に伴う整理対象となり、現在この制度およびこれを利用したサービスは存在しない。

### 国際送金
国際送金は指定された郵便局のみが取り扱うもので、日本と同じ郵便貯金業務を取り扱う国の郵便貯金振替口座宛に送金するか、為替を発行する事が可能である。
他に海外20カ国2地域の銀行宛への送金も取り扱っており、高額でなければ手数料は銀行の外国送金より廉価である。